# 茨木市立西陵中学校
茨木市立西陵中学校（いばらきしりつ せいりょうちゅうがっこう）は、大阪府茨木市南春日丘一丁目にある公立中学校。従来の茨木市立西中学校の校区を分離し、1980年に開校した。吹田市との境界に立地している。また、万博記念競技場の北側に位置し、Jリーグ中継時に校舎が映る事がある。

## 校歌
- 林実作詞／丸山亜季作曲

## 通学区域
- 茨木市立沢池小学校、茨木市立穂積小学校、茨木市立西小学校の校区全域
- 茨木市立春日丘小学校の校区の一部

## 交通
- 大阪モノレール彩都線 公園東口駅 北東へ約900m。
- 東海道本線（JR京都線） 茨木駅 西へ約2.2km。
- 近鉄バス 南春日丘バス停 南へ約300m

## 著名な卒業生
- 鈴木健介（俳優）
- 堀謙（福井エフエム放送（FM福井）アナウンサー、同社代表取締役社長）
- 浜亮太（プロレスラー）
- 大谷智久（プロ野球選手）
- 西野貴治（プロサッカー選手）
- 樋口黎（レスリング選手）
- 佐野雄大(INI アイドル)
- 亜空亜shin（マジシャン）